# Извору (Гогошари)
Извору (рум. Izvoru) јесте насеље у Румунији у округу Ђурђу у општини Гогошари. Налази се на надморској висини од 77 m.

## Становништво
Према подацима из 2002. године у насељу је живело 913 становника, од којих су сви румунске националности.